# Сумусало, Микко
Микко Сумусало (фин. Mikko Sumusalo; 12 марта 1990, Порвоо, Финляндия) — финский футболист, защитник клуба «Мариехамн».

## Клубная карьера
В 1999 году перешёл из клуба «Футура» из родного Порвоо в «ХИК». Официальная дебютная игра прошла против команды «Лахти».
Был в составе команды во всех матчах квалификационного раунда Лиги чемпионов и Лиги Европы, в которых участвовала команда.

## Карьера в сборной
С 2009 года выступал за молодёжную сборную Финляндии.
22 января 2012 года впервые сыграл за сборную Финляндии в товарищеском матче против сборной Тринидада и Тобаго.

## Достижения
- Чемпион Финляндии (3): 2010, 2011, 2012
- Кубок Финляндии (1): 2011